# تابیده‌شاخ
تابیده‌شاخ (نام علمی: Addax) نام یک سرده از تیره گاوسان است.